# Роберт I (граф Намюра)
Роберт I (фр. Robert I de Namur; ок. 920/925 — между 974 и 981) — граф Ломма (Намюра) (ранее 946 — ранее 981), основатель Намюрского дома.

## Биография
Точное происхождение Роберта I не известно. Возможно, он был родственником графа Беренгера, правившего Намюром в первой половине X века. Согласно Europäische Stammtafeln, Роберт был сыном Беренгера, однако первоисточниками это не подтверждается. Единственный источник, на основе которого можно предположить, что Роберт мог быть потомком Беренгера — «Vita Gerardi Abbatis Broniense». Л. Виндеркиндер выдвинул гипотезу, по которой Роберт был внуком Беренгера — сыном его дочери. Эта версия более правдоподобна с точки зрения хронологии. Косвенным подтверждением родства может служить то, что второго сына Роберта звали Гизельберт. Однако при этом среди потомков Роберта отсутствуют имена Беренгер и Ренье, поэтому более вероятно, что Роберт не был прямым потомком Беренгера.
Впервые Роберт появляется в исторических источниках в акте, датированном 2 июня 946 года. Он регулярно упоминается в различных актах до 974 года. В период между 958 и 963 годами Роберт I принял участие в мятеже лотарингской знати против герцога Бруно, который возглавлял Иммон, сеньор Шевремона. В это врёмя он, по сообщению Флодоарда, укрепил Намюр.
Точный год смерти Роберта неизвестен. Последний раз он упоминается в 974 году. В 981 году графом Намюра назван уже его сын Альберт I.

## Брак и дети
Имя жены Роберта неизвестно. На основании данных ономастики предполагается, что женой Роберта могла быть Лиутгарда, дочь графа Меца Адальберта I. Детьми от этого брака были:
- Альберт I (ум. до 1011) — граф Намюра с 974/981
- Гизельберт (ок. 955/960 — после 981)
- Ратбод (Роберт) (ум. после 981)
- сын (ум. до 981)
- (?) Лиутгарда; муж: Арнульф II (ум. 1012), граф Камбре